# Andrijiwka (hromada Werchniodniprowśk)
Andrijiwka (ukr. Андріївка) – wieś na Ukrainie, w obwodzie dniepropetrowskim, w rejonie kamjańskim, w hromadzie Werchniodniprowśk. W 2001 liczyła 443 mieszkańców, spośród których 401 wskazało jako ojczysty język ukraiński, 39 rosyjski, 1 białoruski, 1 ormiański, a 1 inny.